# Renata Mauer-Różańska

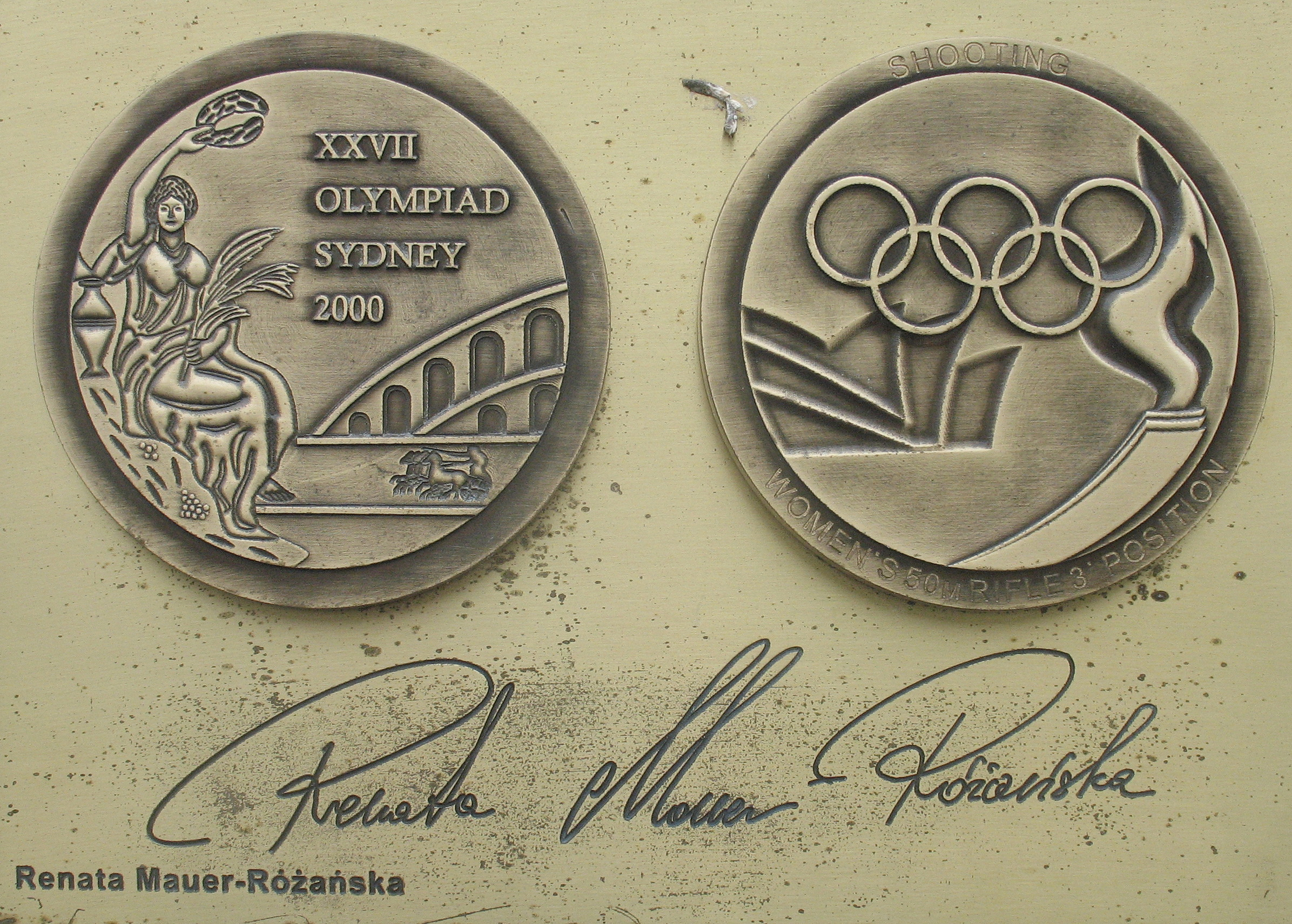
Kopia medalu i autograf w Alei Gwiazd Sportu w Dziwnowie

Renata Małgorzata Mauer-Różańska (ur. 23 kwietnia 1969 w Nasielsku) – polska strzelczyni i działaczka samorządowa. Specjalistka w strzelaniu z karabinu pneumatycznego i karabinu kulowego z trzech postaw, multimedalistka olimpijska, dwukrotna mistrzyni olimpijska, trzykrotna medalistka mistrzostw świata.

## Życiorys

### Kariera sportowa
Początkowo startowała w warszawskim Związkowym Klubie Strzeleckim, a od 1989 w WKS Śląsku Wrocław. Odnosiła sukcesy jako juniorka. W 1990 wywalczyła srebrny medal na mistrzostwach świata seniorów. W tym samym roku na skutek wypadku drogowego musiała poddać się półrocznej rehabilitacji. Jej trenerami byli kolejno Zdzisław Stachyra, Piotr Kosmatko i Andrzej Kijowski.
Pierwszy występ olimpijski zaliczyła podczas igrzysk w Barcelonie. W 1996 podczas igrzysk w Atlancie zdobyła złoty medal w konkurencji karabin pneumatyczny. O zwycięstwie zadecydowała ostatnia runda, w której prowadząca Niemka Petra Horneber uzyskała 8,8 punktów, podczas gdy Polka trafiła 10,7 punktów. Kilka dni później Renata Mauer zdobyła brązowy medal w strzelaniu w trzech postawach.
Na igrzyska w 2000 w Sydney pojechała jako jedna z faworytek. Nie obroniła tytułu mistrzyni w strzelaniu z karabinu pneumatycznego – zajęła 15. miejsce. Kilka dni później wywalczyła złoty medal w konkurencji strzelania w trzech postawach. Wystąpiła także na igrzyskach w 2004 w Atenach.
Zdobywała także tytuły na innych międzynarodowych zawodach strzeleckich, m.in. 3 medale mistrzostw świata i 6 medali mistrzostw Europy. Wywalczyła 65 medali mistrzostw Polski (43 złote, 12 srebrnych i 10 brązowych). Zwyciężyła także w Pucharze Świata. Karierę oficjalnie zakończyła w 2014.

### Działalność zawodowa i publiczna
Ukończyła Liceum Zawodowe nr 27 w Warszawie. W 1997 została absolwentką studiów licencjackich na Wydziale Gospodarki Narodowej Akademii Ekonomicznej we Wrocławiu. Na tej samej uczelni w 2001 uzyskała magisterium z zarządzania i marketingu. W 2005 dostała dyplom trenera klasy drugiej w strzelectwie sportowym na Akademii Wychowania Fizycznego. W 2006 została nauczycielem akademickim na wrocławskiej AWF, a później także w Dolnośląskiej Szkole Wyższej we Wrocławiu.
W wyborach samorządowych w 1998 bez powodzenia ubiegała się o mandat radnej sejmiku dolnośląskiego z listy koalicji Przymierze Społeczne. W wyborach samorządowych w 2010 startowała z ramienia KWW Rafała Dutkiewicza. Uzyskała mandat radnej Wrocławia (4772 głosy). W 2014 z powodzeniem ubiegała się o reelekcję z listy koalicji prezydenta Wrocławia i PO, otrzymując 4404 głosy. W 2018 nie kandydowała ponownie.

## Osiągnięcia sportowe
Igrzyska olimpijskie
- 1992
  - karabin pneumatyczny – 17. miejsce
  - karabin sportowy trzy postawy – 14. miejsce
- 1996
  - karabin pneumatyczny – 1. miejsce
  - karabin sportowy trzy postawy – 3. miejsce
- 2000
  - karabin pneumatyczny – 15. miejsce
  - karabin sportowy trzy postawy – 1. miejsce
- 2004
  - karabin pneumatyczny – 9. miejsce
  - karabin sportowy trzy postawy – 17. miejsce

Mistrzostwa świata
- 2. miejsce: Moskwa 1990 (karabin pneumatyczny), Barcelona 1998 (karabin pneumatyczny)
- 3. miejsce: Mediolan 1994 (karabin pneumatyczny)

Mistrzostwa Europy
- 1. miejsce: Sipoo 1997 (karabin sportowy trzy postawy), Sipoo 1997 (karabin sportowy leżąc)
- 2. miejsce: Bolonia 1991 (karabin sportowy trzy sportowy drużynowo), Tallin 2005 (karabin pneumatyczny)
- 3. miejsce: Manchester 1991 (karabin pneumatyczny drużynowo), Budapeszt 1992 (karabin pneumatyczny)

## Odznaczenia i wyróżnienia
- Krzyż Oficerski Orderu Odrodzenia Polski (15 listopada 2000, za wybitne osiągnięcia sportowe)[6]
- Krzyż Kawalerski Orderu Odrodzenia Polski (2 września 1996, za wybitne osiągnięcia sportowe)[7]
- Zwycięstwo w Plebiscycie „Przeglądu Sportowego” na najlepszego sportowca 1996[8]
- Tytuł honorowego obywatela Nasielska (2003)[9]
- Tytuł honorowego obywatela Wrocławia (2021)[10]